# Mesochorus remotus
Mesochorus remotus är en stekelart som beskrevs av Dasch 1974. Mesochorus remotus ingår i släktet Mesochorus och familjen brokparasitsteklar. Inga underarter finns listade i Catalogue of Life.